# Pepijn Reinderink
Pepijn Reinderink, né le 4 mai 2002 à Almelo, est un coureur cycliste néerlandais. Il évolue au sein de l'équipe Soudal Quick-Step depuis 2024. 
Son petit frère Joris est lui aussi coureur cycliste,.

## Biographie

### Junior et espoir
En 2019, Pepijn Reinderink s'impose sur l'étape inaugurale du Tour du Valromey. Il se classe également troisième de La Philippe Gilbert Juniors et cinquième du Tour de Haute-Autriche juniors (moins de 19 ans). L'année suivante, il prend la deuxième place de Kuurne-Bruxelles-Kuurne juniors, dans une saison perturbée par la pandémie de Covid-19. Il intègre ensuite la réserve de l'équipe WorldTour DSM en 2021. Bon grimpeur, il réalise deux tops dix sur l'Alpes Isère Tour et termine dixième de la Flèche ardennaise en 2022.
Pour la saison 2023, il décide de rejoindre l'équipe Soudal Quick-Step Devo, nouveau centre de formation de la structure Soudal Quick-Step. Lors du Triptyque ardennais, il remporte la première étape et termine troisième du classement général. Il obtient également diverses places d'honneur sur des étapes du Tour d'Italie espoirs. Au mois de juin, il connait la consécration en devenant champion des Pays-Bas sur route dans la catégorie des espoirs (moins de 23 ans).

### Soudal Quick-Step (depuis 2024)
Le 17 janvier 2024, il intègre l'équipe Soudal Quick-Step où il devient le 28e coureur de cette équipe World Tour. Il y signe un contrat de deux saisons.

## Palmarès et résultats

### Palmarès par année
- 2019
  - 1re étape du Tour du Valromey
- 2020
  - 2e de Kuurne-Bruxelles-Kuurne juniors
- 2023
  -  Champion des Pays-Bas sur route espoirs
  - 1re étape du Triptyque ardennais
  - 3e du Wim Hendriks Trofee
  - 3e du Triptyque ardennais
  - 3e de l'Enfer de Voerendaal

### Classements mondiaux
| Année                                 | 2022  | 2023  | 2024  |
| ------------------------------------- | ----- | ----- | ----- |
| Classement mondial                    | 2511e | 1088e | 1207e |
| UCI Europe Tour                       | 1535e | nc    | nc    |
|                                       |       |       |       |
| Légende : nc = non classéSource : UCI |       |       |       |